# 吳乙安
吳乙安（1927年7月26日—？），香港籃球運動員。他曾代表中華民國參加1956年夏季奧林匹克運動會等國際賽事。其父吳履遜為中國國民黨將官，弟弟司馬翎是知名武俠小說作家。

## 外部連結
- 吳乙安在fiba.basketball（英语）
- 吳乙安在fiba.basketball（英语）
- 吳乙安在archive.fiba.com（archived）（英语）
- 吳乙安在archive.fiba.com（archived）（英语）
- 吳乙安在Basketball-Reference.com（國際）（英语）
- 吳乙安在Olympedia（英语）